# Gongbang
Ne doit pas être confondu avec Gangbang.
 (mars 2021).
Le gongbang (du coréen : 공방), pouvant être traduit par émission d'études en français, parfois intitulé study with me en anglais, est une pratique originaire de Corée du Sud qui consiste à se filmer en train de réviser. Le mot désigne des étudiants silencieux qui se filment en train d'étudier dans une bibliothèque. Le mot vient de « 공부방송 » (gongbu bangsong), littéralement « émission d'étude », en coréen,,,,.